# Vistahm

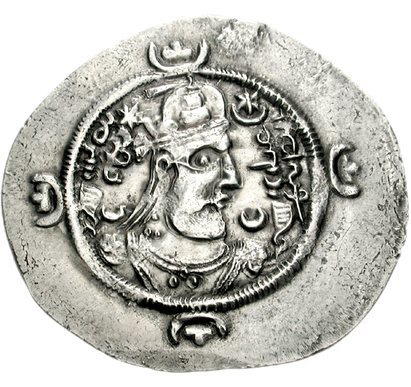
Moneda con la efigie de Vistahm.

Vistahm o Bistam (también transliterado Wistaxm, en pahlavi: 𐭥𐭮𐭲𐭧𐭬‎ wsthm), fue un miembro de la Casa de Ispahbudhan, uno de los siete clanes partos, y tío materno del rey de reyes de Persia, el sasánida Cosroes II (590-628). 
Vistahm ayudó a Cosroes a recuperar su trono tras la rebelión de otro noble parto Bahram Chobin, de la Casa de Mihran, pero más tarde lideró él mismo una revuelta, y gobernó de forma independiente sobre una región que abarcaba todo el Oriente iraní hasta que fue derrotado por Cosroes y sus aliados. Su revuelta se dio entre 591 y 596 o entre 594 y 600.

## Primeros años
Vistahm y su hermano Bendoy eran hijos de Sapor y nietos de Bawi. Pertenecían a la Casa de Ispahbudhan, uno de los siete clanes partos que formaban la aristocracia de élite del Imperio sasánida. Los Ispahbudhan, en particular, gozaban de un estatus tan elevado que eran reconocidos como parientes y socios de los sasánidas. La familia también ocupaba la importante posición de spahbed de Occidente, es decir, las regiones del suroeste del Imperio sasánida (el Sawad). Una hermana de Vistahm había llegado a casarse con el sah sasánida Hormizd IV (r. 579-590), y fue la madre del heredero de Hormizd, Cosroes II.
Sin embargo, la familia sufrió, junto con los demás clanes aristocráticos, durante las persecuciones lanzadas por Hormizd IV en sus últimos años: Sapor fue asesinado, y Vistahm sucedió a su padre como spahbed de Occidente. Finalmente, las persecuciones de Hormizd condujeron a la revuelta del general Bahram Chobin en 590. Bahram, cuya revuelta atrajo rápidamente un amplio apoyo, marchó sobre la capital, Ctesifonte. Allí Hormizd intentó apartar a los dos Ispahbudhan, pero fue disuadido, según Sebeos, por su hijo, Cosroes II. Vinduyih fue encarcelado, pero Vistahm aparentemente huyó de la corte; poco después, sin embargo, los dos hermanos aparecen como los líderes de un golpe de palacio que depuso, cegó y mató a Hormizd, elevando a su hijo Cosroes al trono. Sin embargo, al no poder oponerse a la marcha de Bahram sobre Ctesifonte, Cosroes y los dos hermanos huyeron a Azerbaiyán. Vistahm se quedó atrás para reunir tropas, mientras que Vinduyih escoltó a Cosroes para buscar ayuda de los romanos de Oriente. En su camino, fueron alcanzados por las tropas de Bahram, pero Vinduyih, haciéndose pasar por su sobrino, se dejó capturar para asegurar la huida de Cosroes. A principios del 591, Cosroes regresó con ayuda militar de los romanos de Oriente, y se le unieron 12.000 soldados de caballería armenios y 8.000 de Azerbaiyán levantados por Vistahm. En la Batalla del Blarathon, el ejército de Bahram sufrió una aplastante derrota, y Cosroes II recuperó Ctesifonte y su trono.

## Vida posterior y rebelión

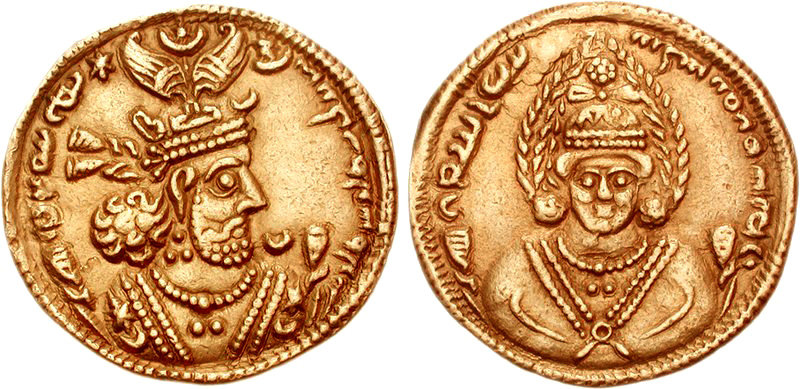
Moneda de Cosroes II.

Tras su victoria, Cosroes recompensó a sus tíos con altos cargos: Vinduyih se convirtió en tesorero y primer ministro y Vistahm recibió el cargo de spahbed de Oriente, que abarcaba Tabaristán y Jorasán, que según Sebeos era también la patria tradicional de la Ispahbudhan. Sin embargo, pronto Cosroes cambió sus intenciones: tratando de desvincularse del asesinato de su padre, el sah decidió ejecutar a sus tíos. La tradicional desconfianza de los monarcas sasánidas hacia los magnates excesivamente poderosos y el resentimiento personal de Cosroes hacia los modales condescendientes de Vinduyih contribuyeron sin duda a esta decisión. Vinduyih murió pronto, según una fuente siríaca capturada mientras intentaba huir hacia su hermano en Oriente.

## Legado
A pesar de la rebelión y la muerte de Vistahm, el poder de la familia Ispahbudhan era demasiado grande para ser roto. De hecho, uno de los hijos de Vinduyih fue decisivo en el juicio de Cosroes II tras su deposición en el 628, y dos de los hijos de Vistahm, Vinduyih y Tiruyih, junto con su primo Narsi, fueron comandantes del ejército iraní que se enfrentó a los árabes musulmanes en el 634.
La ciudad de Bastam en Irán, así como el conjunto monumental de Taq-e Bostan, podrían llevar el nombre de Vistahm.

## Árbol genealógico
| Naranja |

| Amarillo |

|         |         |         |         |         |         |  |  |                   |                   |                   |                   |                   |                   |                 |                 |                 |                 |            |            |            |            |         |         |         |         |         |         |         |         |         |         |           |           |           |           |           |           |          |          |  |  |  |  |  |  |  |  |  |  |  |  |  |  |  |  |  |  |  |  |  |  |  |  |  |  |  |  |
|         |         |         |         |         |         |  |  |                   |                   |                   |                   |                   |                   |                 |                 |                 |                 |            |            | Bawi       |            |         |         |         |         |         |         |         |         |         |         |           |           |           |           |           |           |          |          |  |  |  |  |  |  |  |  |  |  |  |  |  |  |  |  |  |  |  |  |  |  |  |  |  |  |  |  |
|         |         |         |         |         |         |  |  |                   |                   |                   |                   |                   |                   |                 |                 |                 |                 |            |            |            |            |         |         |         |         |         |         |         |         |         |         |           |           |           |           |           |           |          |          |  |  |  |  |  |  |  |  |  |  |  |  |  |  |  |  |  |  |  |  |  |  |  |  |  |  |  |  |
|         |         |         |         |         |         |  |  |                   |                   |                   |                   |                   |                   |                 |                 |                 |                 |            |            | Shapur     |            |         |         |         |         |         |         |         |         |         |         |           |           |           |           |           |           |          |          |  |  |  |  |  |  |  |  |  |  |  |  |  |  |  |  |  |  |  |  |  |  |  |  |  |  |  |  |
|         |         |         |         |         |         |  |  |                   |                   |                   |                   |                   |                   |                 |                 |                 |                 |            |            |            |            |         |         |         |         |         |         |         |         |         |         |           |           |           |           |           |           |          |          |  |  |  |  |  |  |  |  |  |  |  |  |  |  |  |  |  |  |  |  |  |  |  |  |  |  |  |  |
|         |         |         |         |         |         |  |  |                   |                   |                   |                   |                   |                   |                 |                 |                 |                 |            |            |            |            |         |         |         |         |         |         |         |         |         |         |           |           |           |           |           |           |          |          |  |  |  |  |  |  |  |  |  |  |  |  |  |  |  |  |  |  |  |  |  |  |  |  |  |  |  |  |
|         |         |         |         |         |         |  |  |                   |                   |                   |                   | Vinduyih          | Vinduyih          | Vinduyih        | Vinduyih        | Vinduyih        | Vinduyih        |            |            |            |            |         |         |         |         |         |         | Vistahm | Vistahm | Vistahm | Vistahm | Vistahm   | Vistahm   |           |           |           |           |          |          |  |  |  |  |  |  |  |  |  |  |  |  |  |  |  |  |  |  |  |  |  |  |  |  |  |  |  |  |
|         |         |         |         |         |         |  |  |                   |                   |                   |                   | Vinduyih          | Vinduyih          | Vinduyih        | Vinduyih        | Vinduyih        | Vinduyih        |            |            |            |            |         |         |         |         |         |         | Vistahm | Vistahm | Vistahm | Vistahm | Vistahm   | Vistahm   |           |           |           |           |          |          |  |  |  |  |  |  |  |  |  |  |  |  |  |  |  |  |  |  |  |  |  |  |  |  |  |  |  |  |
|         |         |         |         |         |         |  |  |                   |                   |                   |                   |                   |                   |                 |                 |                 |                 |            |            |            |            |         |         |         |         |         |         |         |         |         |         |           |           |           |           |           |           |          |          |  |  |  |  |  |  |  |  |  |  |  |  |  |  |  |  |  |  |  |  |  |  |  |  |  |  |  |  |
|         |         |         |         |         |         |  |  |                   |                   |                   |                   |                   |                   |                 |                 |                 |                 |            |            |            |            |         |         |         |         |         |         |         |         |         |         |           |           |           |           |           |           |          |          |  |  |  |  |  |  |  |  |  |  |  |  |  |  |  |  |  |  |  |  |  |  |  |  |  |  |  |  |
|         |         |         |         |         |         |  |  |                   |                   |                   |                   | Farrukh Hormizd   | Farrukh Hormizd   | Farrukh Hormizd | Farrukh Hormizd | Farrukh Hormizd | Farrukh Hormizd |            |            |            |            | Tiruyih | Tiruyih | Tiruyih | Tiruyih | Tiruyih | Tiruyih |         |         |         |         |           |           | Vinduyih  | Vinduyih  | Vinduyih  | Vinduyih  | Vinduyih | Vinduyih |  |  |  |  |  |  |  |  |  |  |  |  |  |  |  |  |  |  |  |  |  |  |  |  |  |  |  |  |
|         |         |         |         |         |         |  |  |                   |                   |                   |                   | Farrukh Hormizd   | Farrukh Hormizd   | Farrukh Hormizd | Farrukh Hormizd | Farrukh Hormizd | Farrukh Hormizd |            |            |            |            | Tiruyih | Tiruyih | Tiruyih | Tiruyih | Tiruyih | Tiruyih |         |         |         |         |           |           | Vinduyih  | Vinduyih  | Vinduyih  | Vinduyih  | Vinduyih | Vinduyih |  |  |  |  |  |  |  |  |  |  |  |  |  |  |  |  |  |  |  |  |  |  |  |  |  |  |  |  |
|         |         |         |         |         |         |  |  |                   |                   |                   |                   |                   |                   |                 |                 |                 |                 |            |            |            |            |         |         |         |         |         |         |         |         |         |         |           |           |           |           |           |           |          |          |  |  |  |  |  |  |  |  |  |  |  |  |  |  |  |  |  |  |  |  |  |  |  |  |  |  |  |  |
|         |         |         |         |         |         |  |  |                   |                   |                   |                   |                   |                   |                 |                 |                 |                 |            |            |            |            |         |         |         |         |         |         |         |         |         |         |           |           |           |           |           |           |          |          |  |  |  |  |  |  |  |  |  |  |  |  |  |  |  |  |  |  |  |  |  |  |  |  |  |  |  |  |
|         |         |         |         |         |         |  |  | Rostam Farrokhzad | Rostam Farrokhzad | Rostam Farrokhzad | Rostam Farrokhzad | Rostam Farrokhzad | Rostam Farrokhzad |                 |                 | Farrukhzad      | Farrukhzad      | Farrukhzad | Farrukhzad | Farrukhzad | Farrukhzad |         |         |         |         |         |         |         |         |         |         |           |           |           |           |           |           |          |          |  |  |  |  |  |  |  |  |  |  |  |  |  |  |  |  |  |  |  |  |  |  |  |  |  |  |  |  |
|         |         |         |         |         |         |  |  | Rostam Farrokhzad | Rostam Farrokhzad | Rostam Farrokhzad | Rostam Farrokhzad | Rostam Farrokhzad | Rostam Farrokhzad |                 |                 | Farrukhzad      | Farrukhzad      | Farrukhzad | Farrukhzad | Farrukhzad | Farrukhzad |         |         |         |         |         |         |         |         |         |         |           |           |           |           |           |           |          |          |  |  |  |  |  |  |  |  |  |  |  |  |  |  |  |  |  |  |  |  |  |  |  |  |  |  |  |  |
|         |         |         |         |         |         |  |  |                   |                   |                   |                   |                   |                   |                 |                 |                 |                 |            |            |            |            |         |         |         |         |         |         |         |         |         |         |           |           |           |           |           |           |          |          |  |  |  |  |  |  |  |  |  |  |  |  |  |  |  |  |  |  |  |  |  |  |  |  |  |  |  |  |
|         |         |         |         |         |         |  |  |                   |                   |                   |                   |                   |                   |                 |                 |                 |                 |            |            |            |            |         |         |         |         |         |         |         |         |         |         |           |           |           |           |           |           |          |          |  |  |  |  |  |  |  |  |  |  |  |  |  |  |  |  |  |  |  |  |  |  |  |  |  |  |  |  |
| Shahram | Shahram | Shahram | Shahram | Shahram | Shahram |  |  | Surkhab I         | Surkhab I         | Surkhab I         | Surkhab I         | Surkhab I         | Surkhab I         |                 |                 | Isfandyadh      | Isfandyadh      | Isfandyadh | Isfandyadh | Isfandyadh | Isfandyadh |         |         | Bahram  | Bahram  | Bahram  | Bahram  | Bahram  | Bahram  |         |         | Farrukhan | Farrukhan | Farrukhan | Farrukhan | Farrukhan | Farrukhan |          |          |  |  |  |  |  |  |  |  |  |  |  |  |  |  |  |  |  |  |  |  |  |  |  |  |  |  |  |  |
| Shahram | Shahram | Shahram | Shahram | Shahram | Shahram |  |  | Surkhab I         | Surkhab I         | Surkhab I         | Surkhab I         | Surkhab I         | Surkhab I         |                 |                 | Isfandyadh      | Isfandyadh      | Isfandyadh | Isfandyadh | Isfandyadh | Isfandyadh |         |         | Bahram  | Bahram  | Bahram  | Bahram  | Bahram  | Bahram  |         |         | Farrukhan | Farrukhan | Farrukhan | Farrukhan | Farrukhan | Farrukhan |          |          |  |  |  |  |  |  |  |  |  |  |  |  |  |  |  |  |  |  |  |  |  |  |  |  |  |  |  |  |